# Obersemlach
Obersemlach ist eine Ortschaft in der Gemeinde Hüttenberg im Bezirk Sankt Veit an der Glan in Kärnten. Die Ortschaft hat 13 Einwohner (Stand 1. Jänner 2024).

## Lage
Die Ortschaft liegt im Nordosten des Bezirks Sankt Veit an der Glan, mitten in der Gemeinde Hüttenberg, auf dem Gebiet der Katastralgemeinde Knappenberg, zwischen Knappenberg und Lölling. Zum Ort gehören die Preinerkeusche (Nr. 10) sowie einige Einfamilienhäuser.

## Geschichte
In der Region wurde schon in der Antike Eisenerzbergbau betrieben.
Seit Gründung der Gemeinden 1850 gehört Obersemlach zur Gemeinde Hüttenberg. Der Niedergang des Bergbaus und die Land- und Höhenflucht führten dazu, dass der Ort seit dem 19. Jahrhundert einen Einwohnerrückgang um 90 % erfahren hat.

## Bevölkerungsentwicklung
Für die Ortschaft ermittelte man folgende Einwohnerzahlen:
- 1869: 12 Häuser, 134 Einwohner[2]
- 1880: 8 Häuser, 95 Einwohner[3]
- 1890: 8 Häuser, 84 Einwohner[4]
- 1900: 8 Häuser, 90 Einwohner[5]
- 1910: 8 Häuser, 75 Einwohner[6]
- 1923: 8 Häuser, 79 Einwohner[7]
- 1934: 70 Einwohner[8]
- 1961: 7 Häuser, 62 Einwohner[9]
- 2001: 11 Gebäude (davon 8 mit Hauptwohnsitz) mit 11 Wohnungen; 20 Einwohner und 0 Nebenwohnsitzfälle; 10 Haushalte; 0 Arbeitsstätten, 1 land- und forstwirtschaftlicher Betrieb[10]
- 2011: 9 Gebäude, 12 Einwohner, 7 Haushalte, 0 Arbeitsstätten[11]
- 2021: 9 Gebäude, 13 Einwohner, 8 Haushalte, 0 Arbeitsstätten[12]